# Nokia 5310
Le Nokia 5310 est un téléphone mobile de la marque Nokia.

## Fiche technique
- Bluetooth intégré
- Navigation WEP 2.0

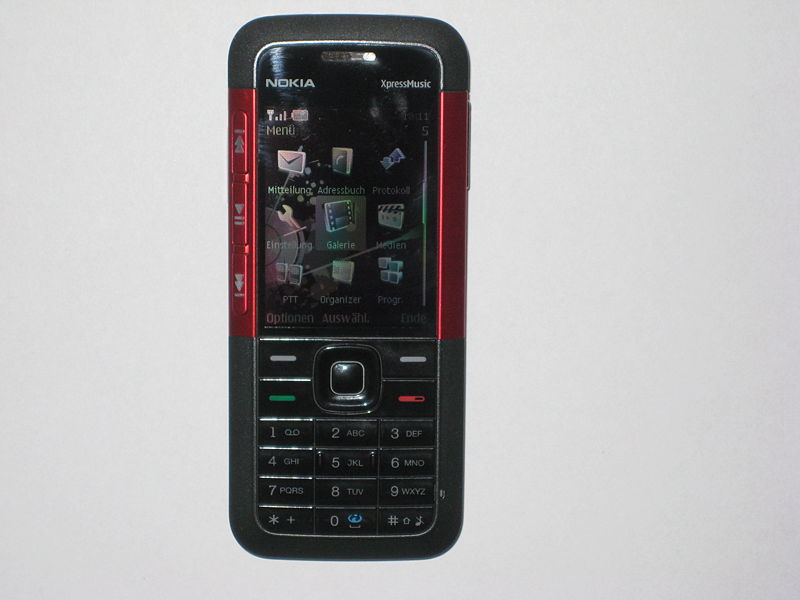
Nokia 5310

- Gère les formats audio MP3, MP4, AAC, eAAc+ et WMA

- 30 Mo extensible jusqu'à 16 Go (carte mémoire MicroSD)
- Sonneries polyphoniques intégrés
- Appareil photo deux mégapixels avec zoom x4

- Écran 16 millions de couleurs
- Prend en charge le format vidéo 3GPP
- Haut-parleur

## Source
Nokia.be